# نان (بيدمونت)
نان هي بلدية في مدينة تورينو الحضرية، في منطقة بيمنتة الإيطالية، وهي تقع على بعد حوالي 20 كيلومتر (12 ميل) جنوب شرق تورينو.
تحد نان البلديات التالية: أورباسانو، فولفيرا، كانديولو، بايوبسي تورنيس، أيراسكا،كاستانول بيمونت، وسكالينج.

## الأماكن ذات الأهمية
- كنيسة أخوية الروح القدس وسان روكو
- سانتي جيرفاسيو إي بروتاسيو - كنيسة الرعية
- سان روكو - كنيسة من القرن السادس عشر

## مرافق المجتمع
يوجد في المدينة مكتبة وسينما، وروضتي أطفال، ومدرستين للمرحلة الابتدائية ومدرسة ثانوية إضافة إلى وجود صيدليتين.

## روابط خارجية
- Official website